# Яків Псіхрест
Яків Псіхрест (Псіхріст, Псіхрестій, Фсіхріст) (грец. Ἰάκωβος; 2-а пол.V ст.) — лікар часів ранньої Візантійської імперії. Відомий також як Яків Александрійський. Про нього згадує патріарх Фотій та французький історик Луї-Себастьян Тіллемон.

## Життєпис
Походив з грецької родини з Єгипту. Народився в Александрії. Ранішев важався сином лікаря Ісіхія з Дамаску Його учнем був Асклепіодот з Дамаску. Продіяльністьобмальвідомостей, але є згадки, що практикував в Константинополі. З огляду на це припускають, що він був учнем Ісіхія. Був особистим лікарем імператора Лева I. Уславився також тим, що при приватній практиці не брав грошей з бідняків. Можливо після смерті Лева I у 474 році повернувся до Александрії.

## Медицина
Слідував за принципами Гіппократа. Відомим є його вислів: «Хороший лікар повинен або спочатку відмовитися взяти на себе опіку над пацієнтом, або не залишати його, доки він не принесе деякого покращення».